# Джаячамараджендра Водеяр
Махараджа Джаячамараджендра Водеяр (Джая Чамараджендра Водеяр Бахадур) (18 июля 1919 — 23 сентября 1974) — 25-й и последний махараджа Княжества Майсур (3 августа 1940 — 25 января 1950), Раджпрамукх штата Майсур (1950—1956), 1-й губернатор штата Майсур (1956—1964) и губернатор штата Мадрас (1964—1966). Несмотря на отмену в Индии монархии в 1950 году, продолжал носить титул махараджи Майсура до отмены княжеских титулов в 1971 году. Известный философ
, музыковед
, политический мыслитель и филантроп.

## Ранняя жизнь

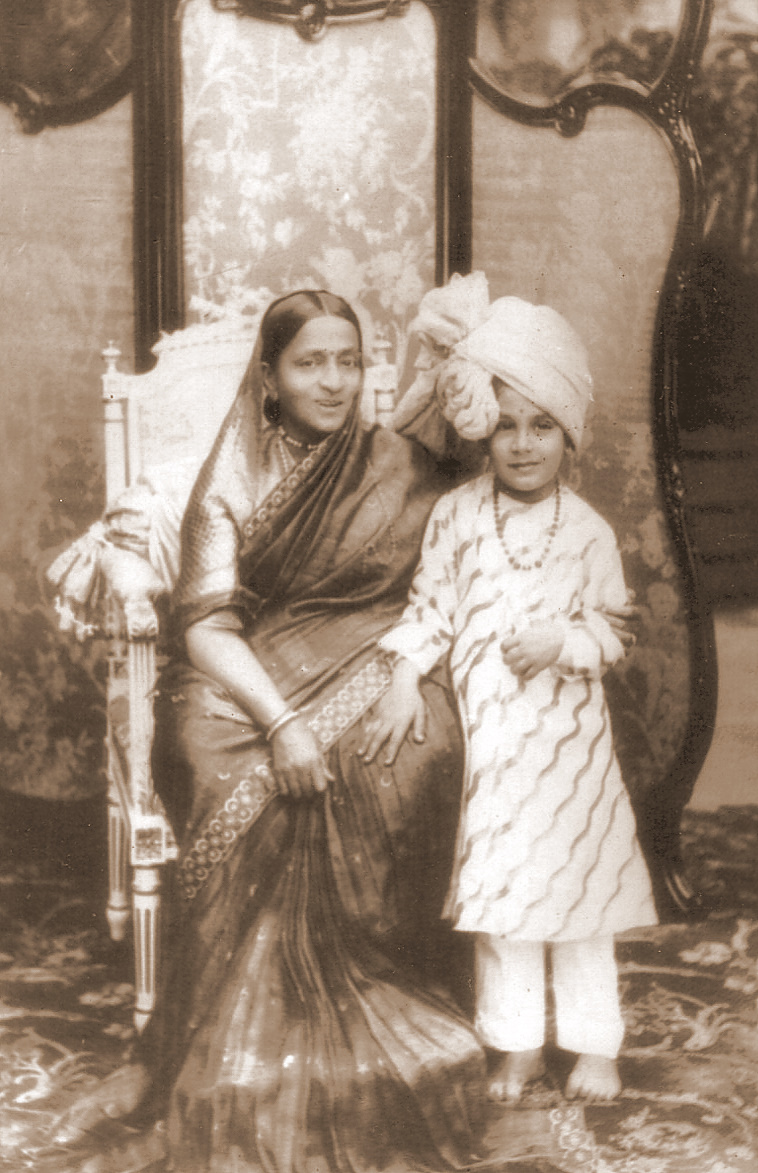
Будущий махараджа со своей бабушкой, махарани Вани Виласа

Джаячамараджендра Водеяр был единственным сыном принца Ювараджи Кантиравы Нарасимхараджи Водеяра (1888—1940) и Юварани Кемпу Челуваджамани. Он окончил колледж Махараджи в Майсуре в 1938 году, получив пять наград и золотых медалей. В том же году, 15 мая 1938 года, он женился на Махарани Сатье Преме Кумари. Он путешествовал по Европе в течение 1939 года, посетив многие ассоциации в Лондоне и познакомился со многими художниками и учеными. Он вступил на княжеский престол Майсура 8 сентября 1940 года после смерти своего бездетного дяди, Махараджи Кришнараджи Водеяра IV (1894—1940). Он женился вторым браком на Махарани Трипура Сундари Аммани 30 апреля 1944 года.

## Наследование

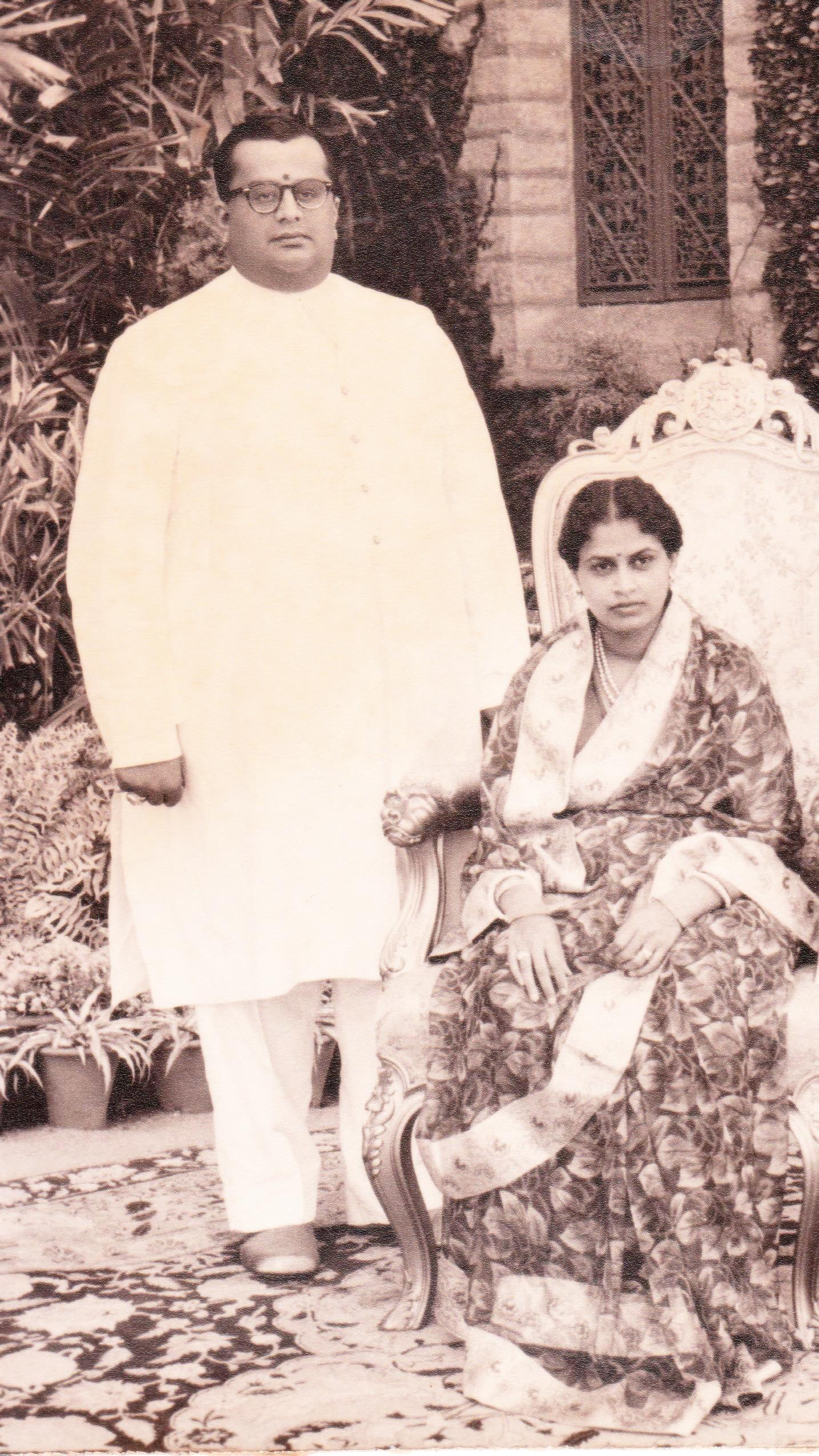
Махараджа и его супруга Трипура Сандари Аммани

Джаячамараджендра Водеяр потерял своего отца Ювараджа Кантирава Нарасимхараджа Водеяра 11 марта 1940 года, когда ему было 21 год. Пять месяцев спустя его правящий дядя, Махараджа Кришнараджендра Водеяр IV скончался, оставив своего единственного племянника и преемника, который был назван правителем одного из самых процветающих государств в Азии. Джаячамараджа Водеяр следовал демократическим методам в своей администрации и прославлялся своими подданными так же, как и его дядя.

## Путь от монархии до демократии

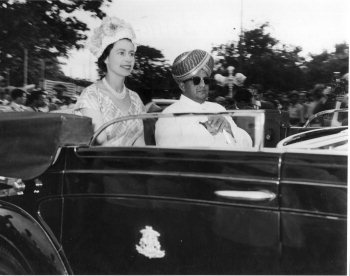
Махараджа Майсура и королева Великобритании Елизавета II

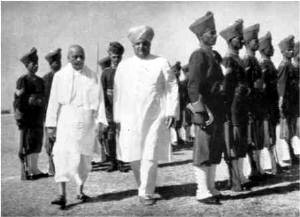
Махараджа Майсура и Сардар Патель

Джаячамараджендра Водеяр был первым правителем, который согласился на включение своего княжества в недавно образованный Индийский Союз после обретения Индией независимости в 1947 году. Он подписал документ о присоединении к Союзу Индии накануне обретения Индией независимости в августе 1947 года. Княжеский штат Майсур был объединен с Республикой Индия 26 января 1950 года. Он занимал должность раджпрамукха (губернатора) штата Майсур с 26 января 1950 года по 1 ноября 1956 года. После объединения каннада-язычных частей штатов Мадрас и Хайдарабад, он стал первым губернатором реорганизованного штата Майсур с 1 ноября 1956 по 4 мая 1964 год, затем был губернатором штата Мадрас с 4 мая 1964 по 28 июня 1966 год.
Бывший махараджа Майсура Джаячамараджендра Водеяр скончался в возрасте 55 лет 23 сентября 1974 года в Бангалорском дворце.

## Спорт
Он был хорошим наездником и теннисистом, который помог Раманатану Кришнану принять участие в Уимблдоне. Он также был хорошо известен своей меткостью и пользовался большой популярностью среди своих подданных всякий раз, когда бродячий слон или тигр-людоед нападали на их ближайшее окружение. Ему приписывают множество трофеев дикой природы, хранящихся в дворцовых коллекциях. Он был известен как крупный игрок в крикет.

## Музыка
Он был знатоком как западной, так и карнатической (южно-индийской классической) музыки и признанным авторитетом индийской философии. Он помог западному миру открыть для себя музыку малоизвестного русского композитора Николая Метнера (1880—1951), финансируя запись большого количества его произведений и основав общество Метнера в 1949 году. Третий фортепианный концерт Метнера посвящен Махарадже Майсура. Он стал лицензиатом Гилдхоллской музыкальной школы в Лондоне и почетным членом Тринити-колледжа музыки, Лондон, 1945 год. Стремления стать концертным пианистом были прерваны безвременной смертью как его отца Ювараджи Кантеерава Нарасимхараджи Водеяра в 1940 году, так и его дяди Махараджи Кришнараджи Водеяра IV в 1940 году, когда он унаследовал трон Майсура.
Он был первым президентом концертного общества филармонии, Лондон в 1948 году.
Английский продюсер в области звукозаписи, Вальтер Легге, которого Махараджа пригласил в Майсур, сообщал:
«Визит в Майсур был фантастическим опытом. Магараджа был молод, ему еще не исполнилось тридцати. В одном из его дворцов имелась библиотека грампластинок, содержащая все мыслимые записи серьезной музыки, Большой выбор громкоговорителей и несколько концертных роялей….»
«За те недели, что я там пробыл, Махараджа согласился оплатить записи фортепианных концертов Метнера, альбом его песен и часть его камерной музыки; он также согласился предоставить мне субсидию в размере 10 000 фунтов стерлингов в год в течение трех лет, чтобы я мог поставить филармонический оркестр и концертное общество филармонии на прочную основу….»
Эта щедрость оказалась достаточной, чтобы увеличить состояние Легге в 1949 году. Ему удалось привлечь в качестве дирижера Герберта фон Караяна. В репертуаре, который молодой махараджа хотел спонсировать, были Симфония Балакирева, Четвертая симфония Русселя, индийская фантазия Бузони и др. Ассоциация подготовила несколько наиболее запоминающихся записей послевоенного периода.
Последнее желание Рихарда Штрауса махараджа также выполнил, спонсируя вечер в Королевском Альберт-Холле Лондонским филармоническим оркестром с немецким дирижером Вильгельмом Фуртвенглером во главе и сопрано Кирстен Флагстад, исполнившей свои четыре последние песни в 1950 году.
Махараджа также был хорошим музыкальным критиком. Когда Легге попросил его вынести суждение о недавних добавлениях к каталогу EMI, его взгляды были столь же резкими, сколь и освежающе непредсказуемыми. Он был в восторге от записи Пятой симфонии Бетховена, сделанной Караяном в Венском филармоническом оркестре («как того хотел Бетховен»), высоко ценил запись Четвертой симфонии Фуртвенглера и был разочарован рассказом Альчео Галльеры о Седьмой симфонии, которую он предпочел бы записать Караяну. Прежде всего, он выразил серьезные сомнения в отношении записей Артуро Тосканини. «Скорость и энергия принадлежат демону, — писал он Леггу, — а не Ангелу или сверхчеловеку, как можно было бы горячо надеяться». Одной из причин, по которой он так восхищался Бетховеном Фуртвенглера, было то, что он был «таким тонизирующим после высоко натянутых, порочных выступлений Тосканини».
Многие известные индийские музыканты получили покровительство при его дворе, в том числе Майсур Васудевачар, вина Венкатагирияппа, Б. Девендраппа, В. Дорайсвами Айенгар, Т. Чоудиа, Тигр Вардачар, Ченнакешавия, Титте Кришна Айенгар, С. Н . Мариаппа, Чинталапалли Рамачандра Рао, Р. Н. Доресвами, Х. М. Вайдялинга Бхагаватар.
Покровительство и вклад Водеяров в карнатическую музыку были исследованы в 1980-х годах профессором Майсур Шри В. Рамаратнамом, вышедшим в отставку первым директором Университетского колледжа музыки и танца, университет Майсура. Исследование проводилось при спонсорстве комиссии по университетским грантам правительства Индии. Профессор Майсур Шри В. Рамаратнам является автором книги «вклад и покровительство Водеяров музыке», которая была опубликована в издательстве Kannada Book Authority, Bangalore.

## Литературные произведения
- The Quest for Peace: an Indian Approach, University of Minnesota, Minneapolis 1959.
- Dattatreya: The Way & The Goal, Allen & Unwin, London 1957.
- The Gita and Indian Culture, Orient Longmans, Bombay, 1963.
- Religion And Man, Orient Longmans, Bombay, 1965. Based on Prof. Ranade Series Lectures instituted at Karnataka University, 1961.
- Avadhuta: Reason & Reverence, Indian Institute of World Culture, Bangalore, 1958.
- An Aspect Of Indian Aesthetics, University of Madras, 1956.
- Puranas As The Vehicles Of India’s Philosophy Of History, Journal Purana, issue #5, 1963.
- Advaita Philosophy, Sringeri Souvenir Volume, 1965, pages 62–64.
- Sri Suresvaracharya, Sringeri Souvenir Volume, Srirangam, 1970, ст. 1-8.
- Kundalini Yoga, A review of «Serpent Power» by Sir John Woodroff.
- Note on Ecological Surveys to precede Large Irrigation Projects- Wesley Press, Mysore; 1955
- African Survey-Bangalore Press; 1955
- The Virtuous Way of Life — Mountain Path — июль 1964

Он также спонсировал перевод многих классических текстов с санскрита на язык каннада в рамках Джаячамараджа Грантха Ратна Мала, в том числе 35 частей Ригведы. Это, по существу, древние священные писания на санскрите, до сих пор полностью недоступные на языке Каннада. Все книги содержат оригинальный текст на каннаде в сопровождении перевода с каннады на хинди для пользы простого читателя.
Во время своего правления он также поощрял исторические исследования по современным направлениям, и это находит свое отражение в посвящении энциклопедического труда С. Хаявадана Рао под названием «История Майсура» в трех объемистых работах, опубликованных с 1943—1946 годов.

## Стипендии и членство
- Член-корреспондент и президент Академии Сангит Натак, Нью-Дели, 1966 год.
- Первый председатель Совета индейской дикой жизни.
- Основатель-президент Вишва хинду паришад.

## Семья
- 1-я жена: Махарани Сатья Према Кумари из Чаркхари. Свадьба состоялась 15 мая 1938 года. Брак был неудачным. Махарани поселилась в Джайпуре. От этого брака у них не было детей.
- 2-я жена: Махарани Трипура Сундари Аммани Авару. Свадьба состоялась 30 апреля 1944 года. От этого брака родилось шестеро детей.

Обе махарани умерли в 1983 году в течение 15 дней.
Дети от второго брака:
- Принцесса Гаятри Деви (1946—1974), которая умерла раньше своего отца из-за рака.
- Принцесса Минакши Деви (1951—2015)
- Махараджа Шрикантадатта Нарасимхараджа Водеяр (1953—2013).
- Принцесса Камакши Деви Авару (род. 1954)
- Принцесса Индракши Деви Авару (род. 1956)
- Принцесса Вишалакши Деви Авару (1962—2018).

## Титулатура
- 18 июля 1919 — 19 июля 1937 года: Ювраджа Шри Джаячамараджендра Водеяр
- 20 июля 1937 — 3 августа 1940 года: Его Высочество Ювараджа Шри Джаячамараджендра Водеяр Бахадур, Ювараджа Майсура
- 1940—1945 годы: Его Высочество Махараджа Шри Джаячамараджендра Водеяр Бахадур, Махараджа Майсура
- 1945—1946 годы: Его Высочество Махараджа Шри Сэр Джаячамараджендра Водеяр Бахадур, Махараджа Майсура, GCSI
- 1946—1950 годы: Его Высочество Махараджа Шри Сэр Джаячамараджендра Водеяр Бахадур, Махараджа Майсура, GCB, GCSI
- 1950—1956 годы: Полковник Его Высочество Махараджа Шри Сэр Джаячамараджендра Водеяр, GCB, GCSI, Махараджа Майсура и Раджпрамух штата Майсур
- 1956—1962	годы: Полковник Его Высочество Махараджа Шри Сэр Джаячамараджендра Водеяр, GCB, GCSI, Махараджа Майсура и губернатор штата Майсур
- 1962—1964	годы: Генерал-майор Его Высочество Махараджа Шри Сэр Джаячамараджендра Водеяр, GCB, GCSI, Махараджа Майсура и губернатор штата Майсур
- 1964—1966 годы: Генерал-майор Его Высочество Махараджа Шри Сэр Джаячамараджендра Водеяр, GCB, GCSI, Махараджа Майсура и губернатор штата Мадрас
- 1966—1971 годы: Генерал-майор Его Высочество Махараджа Шри Сэр Джаячамараджендра Водеяр Бахадур, Махараджа Майсура, GCB, GCSI
- 1971—1974 годы: Генерал-майор Сэр Джаячамараджендра Водеяр Бахадур, GCB, GCSI

## Награды
- Рыцарь Большого Креста Ордена Бани (GCB) в 1946 году.
- Рыцарь — Великий Командор ордена Звезды Индии (GCSI), 1945 год.
- Доктор литературы из Университета Квинсленда, Австралия .
- Доктор литературы из Университета Аннамалай, штат Тамилнад.
- Доктор юридических наук из Индуистского университета Бенареса
- Почетный доктор юридических наук, Университета Майсура, 1962 год.
- Sangeet Natak Akademi Fellowship, 1966.